# Monteverdi Hai 450
La Monteverdi Hai 450 est un coupé du constructeur suisse Monteverdi présenté en 1970. Cette GT remplace la Monteverdi High Speed 375.

## Histoire
Le prototype Monteverdi Hai 450 SS fait suite à la petite série de coupés High Speed 375. Ce devait être un concurrent direct haut de gamme des Lamborghini, Ferrari et Maserati. Peter Monteverdi voulait également répondre à Mercedes-Benz qui avait présenté au Salon de Francfort 1969 le prototype Mercedes-Benz C111.

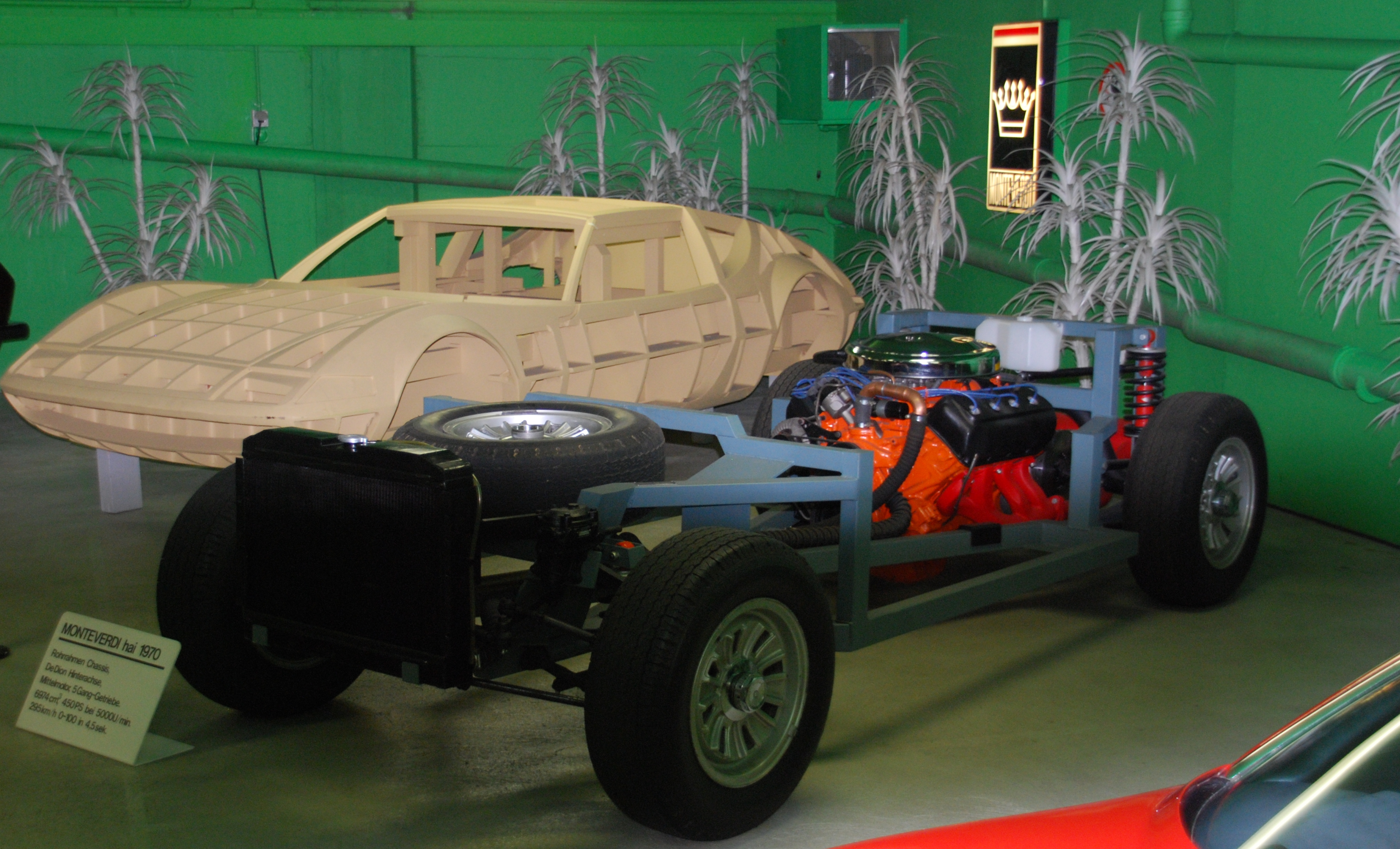
Le châssis de la Hai 450 et la maquette Fissore

La Hai 450 SS apparaît pour la première fois au Salon de Genève en mars 1970. Conçue sur la base d'un châssis tubulaire, elle dispose d'un moteur Chrysler V8 de 6.974 cm3 placé derrière les deux sièges avant. Hai signifie requin en allemand. 
Si les documents officiels laissés par Peter Monteverdi font mention : Droits d'auteur : Peter Monteverdi, l'auteur du design et de la carrosserie est Trevor Fiore, de la Carrozzeria Fissore, le bureau de design officiel de Monteverdi. Certains attribuent l'œuvre originale à Pietro Frua. Les plans et maquette d'une carrosserie similaire ont également été fournis au constructeur français Alpine au milieu des années 1960 pour son futur modèle Alpine A310 dessiné par Marcel Béligond et officiellement présenté au public un an plus tard, en mars 1971, au salon de Genève.
Un second prototype a été fabriqué par la Carrozzeria Fissore avec un empattement plus long et des modifications de détail comme les poignées de porte. Ce prototype a été baptisé Hai 450 GTS.
Monteverdi a initialement prévu de produire 49 exemplaires mais la production n'a jamais débuté, probablement dû au prix annoncé de 27,000 US$. Dans les années 1990, deux répliques, commandées par Peter Monteverdi, sont exposées au musée officiel Monteverdi à Bâle-Binningen.

## Caractéristiques de la Monteverdi Hai 450 SS
- Châssis tubulaire en acier avec des tubes rectangulaires de Stahlbau AG,
- Moteur : Chrysler 426 Hemi V8 (4 carburateurs), Moteur central arrière longitudinal, propulsion arrière, Alésage x course = 107,9 mm x 95,25 mm, Compression = 10,25:1, Cylindrée = 6 974 cm3, Puissance 450 ch SAE à 5 000 tr/min, Couple = 664 N m à 4 000 tr/min,
- Transmission : boîte ZF 5 vitesses transaxle, Rapports = 2,40:1, 1,40:1, 1,00:1, 0,90:1, 0,80:1, MAR = 3,60:1, (reprise des Maserati Bora et De Tomaso Pantera),
- Direction = Worm & Roller,
- Suspension avant : Wishbones - ressorts hélicoïdaux, amortisseurs Koni réglables.
- Suspension arrière : essieu De Dion - bras oscillants, ressorts hélicoïdaux, amortisseurs Koni réglables,
- Freins : ATE disques ventilés avant et arrière,
- Carrosserie : en acier fixée sur châssis tubulaire par Fissore, suivant un principe breveté,
- Dimensions : longueur = 4 343 mm - largeur = 1 788 mm - hauteur = 1 021 mm -  Empattement = 2 548 mm - Voie avant = 1 499 mm - Voie arrière = 1 458 mm
- Poids à vide : 1 247 kg
- Vitesse maximale : 289 km/h
- Accélération : 0 à 100 km/h = 4,8 s
- Consommation de carburant : 17,2 l/100 km (donnée constructeur)